# Culhuacan
Culhuacan o Colhuacan (nahuatl classico: Cōlhuàcān; pronunciato koːɬ.'waʔ.kaːn) fu una delle Città-Stato precolombiane di lingua nahuatl presenti nella valle del Messico.

## Storia
Secondo la tradizione Culhuacan fu fondata dai Toltechi guidati da Mixcoatl, e si trattò della prima città tolteca. Le persone di lingua nahuatl affermano che Culhuacan fu la prima città a chiamare tlatoani i propri re. Culhuacan sopravvisse alla caduta di Tollan, e mantenne il proprio prestigio fino alla metà del XIV secolo.
Nel 1299, il tlatoani di Culhuacan, Cocoxtli, aiutò i Tepanechi di Azcapotzalco, di Xochimilca e di altre città a cacciare i Mexica da Chapultepec. Cocoxtli concesse poi ai Mexica il permesso di insediarsi sullo sterile territorio di Tizapan, a sudovest di Chapultepec, divenendo vassalli di Culhuacan. In seguito i Mexica furono assorbiti dalla cultura di Culhuacan, ed i loro soldati furono usati come mercenari.
All'inizio del XIV secolo i Mexica chiesero la figlia di Achitometl, per poterne fare la loro dea Yaocihuatl. All'insaputa di Achitometl, i Mexica decisero di sacrificarla. Come racconta la storia, durante una cena rituale si presentò un sacerdote che ne indossava la pelle. Dopo aver visto, il re ed il popolo di Culhuacan furono terrificati cacciando i Mexica, che si trasferirono su una piccola isola del lago Texcoco, dove fondarono la loro nuova capitale, Tenochtitlán.
Il tlatoani di Tenochtitlán fu Acamapichtili, figlio della figlia del tlatoani Culhua Nauhyotzin. Nel 1377 Azcapotzalco sottomise Culhuacan grazie alle numerose truppe Mexica. Nel 1428 Itzcóatl aiutò a sovvertire l'egemonia di Azcapotzalco, accettando il titolo di "Regnante di Culhua".